# سمية الشيخ
سمية احمد محمد الشيخ (ولدت في الرياض في 3 مايو 1988)، هي مذيعة سعودية عملت في وزارة الإعلام والثقافة في قناة الإخبارية من العام 2009 إلى العام 2012 حاصلة على بكالوريوس إعلام وتعد من أبرز الإعلاميات في الوطن العربي حيث كان لها العديد من التغطيات على شاشة قناة الإخبارية ومن أبرز هذه التغطيات الحوار الوطني الذي اقيم في منطقة القصيم كما تم ابتعاثها إلى أمريكا لدراسة دبلوم إعلام في جامعة جامعة بنسيلفانيا وانتقلت فيما بعد إلى دبي وعملت في عدة محطات عربية كمذيعة أخبار سياسية ومنها قناة الآن، قناة الحرة ثم إلى مؤسسة دبي للإعلام كما أنها كانت من الوجوه الإعلامية التي شاركت في تقديم حفل جوائز الصحافة العربية ونادي دبي للصحافة في دورتها الثامنة عشر لمنتدى الإعلام العربي الذي يقام تحت رعاية صاحب السمو الشيخ محمد بن راشد آل مكتوم نائب رئيس الدولة رئيس مجلس الوزراء حاكم دبي